# West St. Modeste
West St. Modeste ist eine Gemeinde (Town) in der kanadischen Provinz Neufundland und Labrador. 

## Lage
West St. Modeste befindet sich an der Südküste von Labrador an der Belle-Isle-Straße und liegt am Trans-Labrador Highway (Route 510) zwischen den Orten L’Anse au Loup und Pinware.

## Einwohnerzahl
Beim Zensus im Jahr 2016 hatte die Gemeinde eine Einwohnerzahl von 111. Fünf Jahre zuvor waren es noch 120.

## Bilder

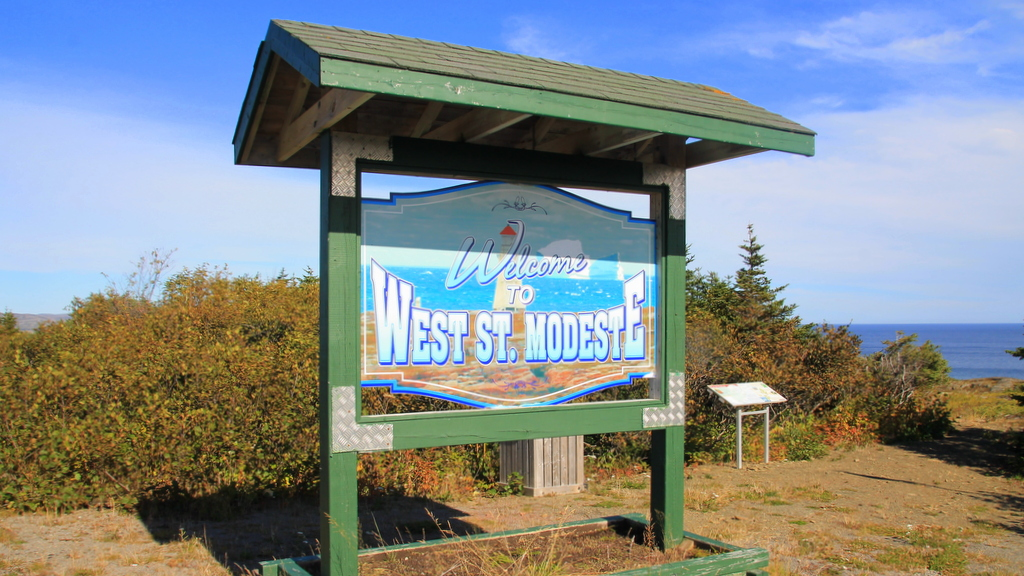
Begrüßungsschild an der Labrador Route 510
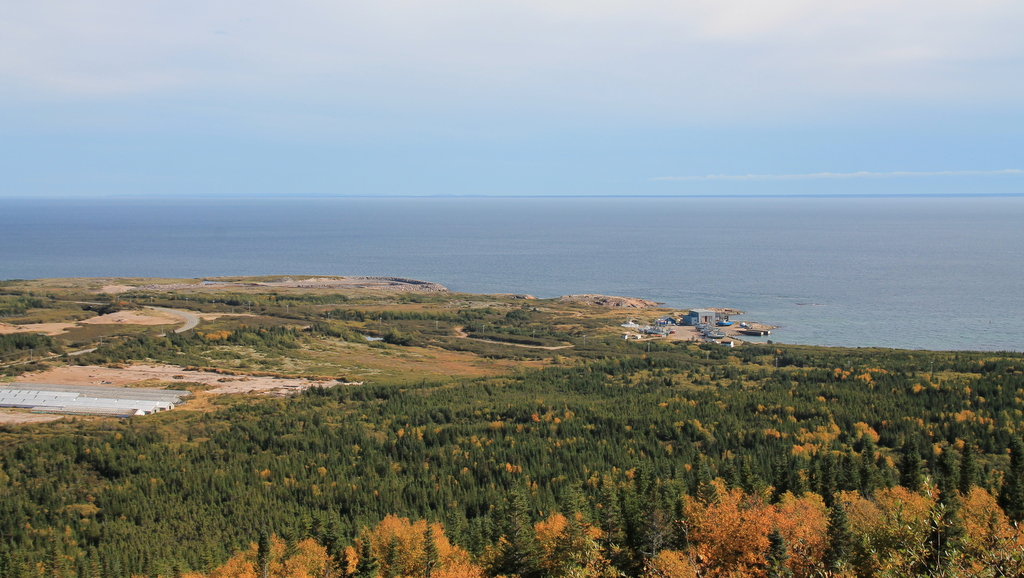
Blick auf die Belle Île Strait